# 유승민 (정치인)
유승민(劉承旼, 1958년 1월 7일~)은 대한민국의 경제학자이자 정치인이다. 제17·18·19·20대 국회의원이다.

## 생애

### 경제학자
대구시 중구 대봉동에서 태어난 유승민은 서울대학교 경제학과를 졸업하였고 1982년부터 한국개발연구원에서 연구원으로 근무했다. 1987년 위스콘신 대학교에서 경제학 박사 학위를 받은 뒤 다시 한국개발연구원으로 돌아왔다. 전공은 기업결합과 독과점 방지, 경쟁정책 등을 다루는 산업조직론이다. 1995년 한 세미나에서는 "재벌의 문어발식 경영과 소유 집중, 그룹식 경영 등으로 국민경제의 전반적인 집중현상이 계속 심화되는 것은 자본주의와 시장경제의 건전한 발전을 위해 바람직하지 못하다"고 비판하였다. 정계 입문 뒤에는 여의도연구소장(現 여의도연구원장)을 역임하였다. 때문에 대표적인 '정책 브레인'이라는 평가를 받는다.

### 정계 활동 초기~중기
이회창 한나라당 총재가 유승민을 정계에 입문시킨 사람으로 알려져있다. 2000년 새누리당의 전신인 한나라당 총재이자 유력 대권 주자였던 이 전 총재의 '경제 교사'로 정치권에 입문하였고, 원외임에도 당 싱크탱크의 수장인 여의도연구소장을 맡는 등 이회창 총재의 두터운 신임을 받아왔다. 유 의원은 역대 최장기 여의도연구소장으로 꼽힌다.
2005년 한나라당 박근혜 대표최고위원 비서실장을 지냈다. 이명박 후보와 박근혜 후보가 대립했던 제17대 대선 한나라당 경선 당시, 유승민 의원은 박근혜 캠프의 정책·메시지를 담당하던 핵심 측근이었다.
2011년에는 한나라당 최고위원에 당선되었다. 대표최고위원에 당선된 사람은 홍준표 후보였고, 유승민 후보는 친박계의 지원을 받아 2위에 올랐다. 유 의원은 3위 나경원 후보, 4위 원희룡 후보, 5위 남경필 후보와 같이 선출직 최고위원이 됐다.
2012년에는 국회 국방위원회 위원장이 되었다. 국방위원회에서 활동하면서 머니투데이 국회 출입기자들의 평가에서 여러 번 최상위권에 올랐다. 2015년 국정감사 총결산에서 유승민 후보는 '북한 핵미사일 방어체계부터 KF-X 등 무기개발 사업 문제, 방산비리, 공정한 장병 보상문제까지 분야를 가리지 않은 촌철살인의 질의'를 했다는 평가를 받았다. 당시 국방위원회에서 소속되었던 김광진 더불어민주당 의원은 "유승민 위원장이 여야 안배라든가 효율적 운영에 정말 신경을 많이 쓴다. 옆에서 듣고 있다 보면 인품이 좋으신 게 느껴진다."고 호평했다.

### 새누리당 원내대표 활동과 박근혜와의 갈등
보수정당인 새누리당은 오랜 세월 산업화와 경제성장을 견인해왔습니다. 민주주의와 시장경제 체제의 유지와 발전에도 역할을 해왔다고 자부합니다. 남북분단과 군사대치 상황에서 국가안보를 지켜왔습니다.
이제 새누리당은 보수의 새로운 지평을 열고자 합니다. 심각한 양극화 때문에 대한민국이라는 공동체는 갈수록 내부로부터의 붕괴 위험이 커지고 있습니다. 공동체를 지키는 것은 건전한 보수당의 책무입니다. 외부의 위협으로부터 국가안보를 지키는 것이 보수의 책무이듯이, 내부의 붕괴 위험으로부터 공동체를 지키는 것도 보수의 책무입니다.
새누리당은 고통받는 국민의 편에 서겠습니다. 가진 자, 기득권 세력, 재벌대기업의 편이 아니라, 고통받는 서민 중산층의 편에 서겠습니다. 빈곤층, 실업자, 비정규직, 초단시간 근로자, 신용불량자, 영세자영업자와 소상공인, 장애인, 무의탁노인, 결식아동, 소년소녀 가장, 다문화가정, 북한이탈주민 -- 이런 어려운 분들에게 노선과 정책의 새로운 지향을 두고, 그 분들의 통증을 같이 느끼고, 그 분들의 행복을 위해 당이 존재하겠습니다.
10년 전 노무현 대통령은 대한민국 대통령으로서 처음으로 양극화를 말했습니다. 양극화 해소를 시대의 과제로 제시했던 그 분의 통찰을 저는 높이 평가합니다. 이제 양극화 해소라는 시대적 과제를 해결함에 있어서는 여와 야가 따로 있을 수 없다고 생각합니다.

새누리당은 성장과 복지가 함께 가는, 나누면서 커가는 따뜻한 공동체를 만들어가는 정당이 되겠습니다. 어제의 새누리당이 경제성장과 자유시장경제에 치우친 정당이었다면, 오늘의 이 변화를 통하여 내일의 새누리당은 성장과 복지의 균형발전을 추구하는 정당이 되겠습니다. 자유시장경제와 한국자본주의의 결함을 고쳐 한국경제 체제의 역사적 진화를 위해 노력하는 정당이 되겠습니다. 그러나 국가안보 만큼은 정통보수의 길을 확실하게 가겠습니다.— 새누리당 원내대표 국회 연설 中

세금과 복지 이슈만큼 정치적 휘발성이 강한 이슈도 없을 것입니다. 소득세 연말정산 사태에서 우리는 생생하게 보았습니다. '세금을 올린 정당은 재집권에 성공할 수 없다'는 정치권의 금언이 있을 정도입니다.
저는 이 연설을 쓰면서 2012년 새누리당의 대선공약집을 다시 읽었습니다. 그 공약은 박근혜 대통령의 공약이기도 했지만, 그와 동시에 저희 새누리당의 공약이었습니다. 문제는 134.5조원의 공약가계부를 더 이상 지킬 수 없다는 점입니다. 이 점에 대해서는 새누리당이 반성합니다.
저는 지난 4월 1일 정부가 국가정책조정회의에서 「지속가능한 복지국가 실현을 위한 복지재정 효율화 방안」을 발표하고 중앙정부와 지방정부가 3조원의 복지재정 절감을 위해 노력하기로 했다는 점을 평가합니다. 그러나 지난 3년간 예산 대비 세수부족은 22.2조원입니다. '증세 없는 복지는 허구'임이 입증되고 있습니다.
이제 우리 정치권은 국민 앞에 솔직하게 고백해야 합니다. 세금과 복지의 문제점을 털어놓고, 국민과 함께 우리 모두가 미래의 선택지를 찾아 나서야 합니다. 이 일은 공무원연금개혁보다 더 어렵고, 인기는 더 없지만, 국가 장래를 위해 더 중요한 일입니다. 세금과 복지야말로 합의의 정치가 절실하게 필요한 문제입니다. 서민증세 부자감세 같은 프레임으로 서로를 비난하는 저급한 정쟁은 이제 그만 두고 여야가 같이 고민해야 합니다. 그 고민의 출발은 장기적 시야의 복지모델에 대한 합의라고 저는 생각합니다.
현재 우리의 복지는 '低부담-低복지'입니다. 현재 수준의 복지로는 양극화 문제를 해결하고 공동체의 붕괴를 막기에 크게 부족합니다. 그러나 '高부담-高복지'는 국가재정 때문에 실현가능하지도 않고, 그게 바람직한지도 의문입니다. 高부담-高복지로 선진국이 된 나라도 있지만, 실패한 나라도 있습니다. 통계청의 「장래인구추계」를 보면 저출산-고령화로 인하여 앞으로 50년간 기형적 인구구조라는 재앙이 닥치게 되어 있습니다. 현재의 복지제도를 더 확대하지 않고 그대로 가더라도, 앞으로 복지재정은 눈덩이처럼 불어나게 되어 있습니다.
우리가 지향해야 할 목표는 '中부담-中복지'라고 저는 생각합니다. 국민부담과 복지지출이 GDP에서 차지하는 비율을 기준으로 OECD 회원국 평균 정도 수준을 장기적 목표로 정하자는 의미입니다. 이는 스웨덴, 프랑스, 독일, 영국, 이태리 같은 유럽 국가들보다는 낮지만, 현재의 미국, 일본보다는 다소 높은 수준을 지향한다는 뜻입니다. 이는 결코 낮은 목표라고 볼 수 없습니다. 최근 여야간에 中부담-中복지에 대한 공감대가 확산되고 있는 만큼, 우리는 국민의 동의를 전제로 이 목표에 합의할 수 있을 것입니다.

中부담-中복지를 목표로 나아가려면 세금에 대한 합의가 필요합니다. 무슨 세금을 누구로부터 얼마나 더 거둘지 진지하게 고민하고 합의해야 합니다. 증세는 현실적으로 매우 어렵습니다. 그렇다고 해서 지난 3년간 22.2조원의 세수부족을 보면서 증세도, 복지조정도 하지 않는다면, 그 모든 부담은 결국 국채발행을 통해서 미래세대에게 빚을 떠넘기는 비겁한 선택이 될 것입니다. 가진 자가 더 많은 세금을 낸다는 원칙, 법인세도 성역이 될 수 없다는 원칙, 그리고 소득과 자산이 있는 곳에 세금이 있다는 보편적인 원칙까지 같이 고려하면서 세금에 대한 합의에 노력해야 합니다. 우리나라의 부자와 대기업은 그들이 감내할 수 있는 수준의 세금을 떳떳하게 더 내고 더 존경받는 선진사회로 나아가야 합니다. 조세의 형평성이 확보되어야만 중산층에 대한 증세도 논의가 가능해질 것입니다.— 새누리당 원내대표 국회 연설 中

새누리당 원내대표 시절 단기부양책에 반대하고, "재벌도 개혁에 동참해야 한다.", "(박근혜 정부의) '증세 없는 복지'는 허구임이 입증되고 있다." 등 발언을 하며 증세론과 경제 정책 전반을 두고 진보적인 경제관을 피력하였다. 2015년 4월 8일 국회 교섭단체 대표연설에서, 보수정당 원내대표로서는 이례적으로 부자·대기업 증세와 비정규직의 정규직 전환 강화 등 진보적 의제들을 내세웠고, 노무현 전 대통령에 대해서는 "처음으로 양극화 해소를 시대 과제로 제시한 그분의 통찰을 높이 평가한다"고 밝혔다. 새정치민주연합은 "보수가 나아가야 할 방향을 보여준 놀라운 명연설"이라고 극찬했다.
오늘 아침 여의도에 오는 길에, 지난 16년간 매일 스스로에게 묻던 질문을 또 했습니다. "나는 왜 정치를 하는가?" 정치는 현실에 발을 딛고 열린 가슴으로 숭고한 가치를 추구하는 것입니다. 진흙에서 연꽃을 피우듯, 아무리 욕을 먹어도 결국 세상을 바꾸는 것은 정치라는 신념 하나로 저는 정치를 해왔습니다.
평소 같았으면 진작 던졌을 원내대표 자리를 끝내 던지지 않았던 것은 제가 지키고 싶었던 가치가 있었기 때문입니다.
그것은 법과 원칙, 그리고 정의입니다. 저의 정치생명을 걸고, "대한민국은 민주공화국"임을 천명한 우리 헌법 1조 1항의 지엄한 가치를 지키고 싶었습니다.
오늘이 다소 혼란스럽고 불편하더라도 누군가는 그 가치에 매달리고 지켜내야 대한민국이 앞으로 나아간다고 생각했습니다.

지난 2주간 저의 미련한 고집이 법과 원칙, 정의를 구현하는 데 조금이라도 도움이 되었다면, 저는 그 어떤 비난도 달게 받겠습니다. 거듭 국민 여러분과 당원 동지 여러분의 용서와 이해를 구합니다.— 원내대표 사퇴 기자회견문 中

결정적으로, 정부 시행령을 국회가 수정·변경토록 요구할 수 있는 국회법 개정안으로 인해 유승민 의원과 박근혜 대통령은 심각한 갈등을 빚게 되었다. 2015년 5월 28일 공무원연금개혁안 여야 원내대표 합의안에 국회법 개정안이 연계되자, 청와대는 극도로 반발하였다. 6월 25일 박근혜 대통령은 국무회의에서 국회법 개정안에 대해 "정부의 입법권과 사법부의 심사권을 침해하고 결과적으로 헌법이 규정한 삼권분립의 원칙을 훼손해 위헌 소지가 크다"며 거부권을 행사하였고, "정치적으로 선거를 수단으로 삼아서 당선된 후에 신뢰를 어기는 배신의 정치는 결국 패권주의와 줄 세우기 정치를 양산하는 것"이라며 유승민 원내대표를 비판하였다. 6월 29일 새누리당 재선 의원 20명은 청와대와 친박계를 향해 유승민 원내대표를 향한 사퇴 압력을 중단할 것을 촉구하기도 하였다. 그러나 7월 8일 유승민은 원내대표직을 사퇴하였다. 그날 새누리당이 의원총회에서 유 원내대표의 사퇴를 권고하기로 결정했기 때문이다. 유 의원은 "평소 같았으면 진작 던졌을 원내대표 자리를 끝내 던지지 않았던 것은 '대한민국은 민주공화국임'을 천명한 우리 헌법 1조 1항의 지엄한 가치를 지키고 싶었기 때문”이라고 말했다.
이후 20대 총선에서 친박계에 의해 공천이 배제되자 새누리당을 탈당하고 무소속으로 출마하였고, '옥새 파동'으로 인해 새누리당 후보가 출마하지 못한 대구 동구 을에서 75.7%의 득표율로 당선되었다. 2016년 6월 16일 새누리당 비상대책위원회 결정에 따라 복당했다.
이후 국회 내의 초당적 경제연구모임인 '아젠다 2050'의 멤버로 활동하였다. 모임에는 더불어민주당 김종인 대표, 국민의당 김성식 정책위의장 등 각 당에서 중도통합적인 정책노선을 지향하는 사람들이 멤버로 참여했다.

### 박근혜 탄핵과 바른정당 창당
2016년말 박근혜 대통령 탄핵 과정에서 새누리당 내 비박 세력을 이끌었다. 11월 초에는 김무성 의원의 "박근혜 탄핵" 주장에 대해 반대하면서 하야해야 한다는 입장을 드러냈으나, 이후 11월 말에는 국회에서 여야 간 합의가 결렬될 시 탄핵을 해야 한다고 주장했다. 한편 김무성 전 대표는 "대통령이 내년 4월 퇴진 의사만 밝히면 탄핵할 필요가 없다"고 주장했고 새누리당 비주류 의원들 간에 입장차가 있었으나, 비주류 의원 모임인 '비상시국위원회'는 유 의원의 입장대로 여야 간 합의 결렬 시 탄핵 표결에 참여하기로 결정하였다. 탄핵 표결 하루 전에는 "검찰의 공소장을 읽은 저는 탄핵이 불가피하다고 생각했다"며 "어떤 비난도, 책임도 피하지 않고, 어떤 정치적 계산없이 오로지 정의가 살아 있는 공화국만을 생각하면서 탄핵소추안 표결에 임하겠다"고 공식적으로 탄핵 찬성 입장을 밝혔다.
탄핵 이후 유승민을 비롯한 비박계는 친박계와 갈등을 겪었다. 12월 11일, 친박계 의원 50여 명이 모여 만든 '혁신과 통합 연합'에서는 "보수의 분열을 초래하고 당의 분파 행위에 앞장서며 해당 행위를 한 김무성, 유승민 두 의원과는 당을 함께할 수 없다"는 입장을 발표했다. 이후 유 대표는 원내대표와 비대위원장 선출 결과를 보고 탈당을 결심하겠다고 하였다. 결국 12월 27일 김무성 등 타 비박계 의원들과 함께 새누리당을 집단 탈당해 '개혁보수신당'(가칭) 창당을 선언하였고, 2017년 1월 24일 바른정당을 창당했다.

### 19대 대선 출마와 대선 토론
헌법재판소의 박근혜 탄핵 인용으로 2017년 5월 9일 조기 대선이 결정된 후, 당내 19대 대선 후보 경선에서 남경필 후보와 겨루었다. 당시 바른정당 대선 후보 경선은 '스탠딩 토론'으로 주목받았다. 미국 대선 토론회처럼 서 있는 상태에서 유 후보와 남 후보는 모병제, 사교육 폐지, 증세 등을 놓고 치열한 토론을 펼쳐 호평을 받았다. 당내 경선 결과, 유 후보가 62.9%의 득표율을 얻어 바른정당의 대선 후보가 되었다.
대선을 앞둔 토론에서도 유승민 후보는 호평을 받았다. 유 후보의 선전 이후 바른정당은 4월 11일 선관위에 '끝장토론' 도입을 요청하였고, 문재인 후보를 지지한 조국 서울대 교수도 "표현과 전달력에서 유승민 1위. 문재인 후보님 미안합니다"라고 평했다. 4차 토론에서도 유승민 후보는 경제와 국방 문제에서 전문성을 드러냈다는 평가를 받아, 중앙일보 라이브팩트체크팀의 4차 TV토론 평가에서 'A'를 받았다.
안보 분야에서 유 후보는 문재인 후보와 '주적(主敵)' 공방을 벌였다. 유 후보는 문 후보에게 "북한이 우리 주적이냐"고 물었고, 문 후보는 "그런 규정은 국방부가 할 일이지, 대통령이 할 일이 아니다"고 답했다. 이에 유 후보는 "국방백서에 북한이 주적이라고 나오는데 국군통수권자가 주적이라고 말 못하는 게 말이 되느냐"고 따졌고, 문 후보는 "대통령이 될 사람이 할 발언이 아니라고 본다"고 거듭 말했다.
경제 분야에서는 문재인 후보의 공공분야 일자리 81만개 창출 공약에 대해 공세를 펼쳤다. 유 후보는 문 후보 공약의 재원 문제에 대해 "81만개 중 공무원이 17만4000명인데 여기에 대부분 돈이 들어가고, 나머지 64만개는 예산이 4조원밖에 안 들어간다. 제가 계산해보니 9급 초봉으로 17만명 공무원에 월급을 줘도 1년에 4조3000억원이 넘는다"고 지적했고, 문 후보는 "정책본부장과 토론하는 게 좋겠다"고 답변해 논란을 빚었다. 유승민 후보는 "정책본부장과 토론하라면 매너가 없는 것이다"고 문재인 후보의 태도를 비판했다. 중앙일보 팩트체크 결과, 유 후보의 지적은 타당하고 문 후보의 답변은 타당하지 않은 것으로 드러났다.
한편 홍준표 후보를 향해서도 "강간 미수 사건의 공범인 후보는 사퇴하라", "홍준표 후보가 대한민국을 세탁기에 돌리겠다고 하는데 많은 사람은 홍 후보도 세탁기에 들어가야 한다고 생각한다"며 강하게 비판했고, 홍준표 후보는 유승민 후보를 향해서 "옛날(2012년 대선 TV토론) 이정희 의원을 보는 것 같다"고 비판했다.
그러나 유승민 후보는 토론회에서는 선전했어도 지지율은 거의 오르지 않았고, 당내에서 타 후보와 단일화하라는 요구가 있었다. 이에 대해 유승민 후보는 "단일화, 사퇴 등은 결코 없을 것"이라며 "대선 후보를 뽑아놓고 처음에는 반기문으로 흔들더니 다음에는 (낮은 지지율) 이런 문제로 그렇게 흔든다. 벌써 몇 사람째인가"라고 당내 단일화 요구를 비판했다. 결국 장제원, 권성동, 김성태 등 바른정당 의원 14명은 홍준표 후보 지지를 선언했고 자유한국당으로 복당을 시도했다. 이로 인해 바른정당의 교섭단체 지위가 박탈될 뻔했으나, 14명 중 정운천 · 황영철 의원은 탈당 결정을 취소해 20석으로 교섭단체 지위를 유지하게 되었다. 그러나 바른정당 탈당 사태로 인해 오히려 바른정당 가입과 후원금이 증가하였고, 심상정 정의당 후보는 "따뜻하고 건전한 보수를 확실히 세우는데 주도적 역할을 하길 바란다", "굳세어라 유승민!"이라고 응원하게도 했다. 대선 결과 유승민 후보는 6.8%의 득표율로 5명의 후보들 중 4위를 기록했다.

### 문재인 정부 출범 이후
문재인 정부 출범 이후, 유 의원은 문재인 대통령의 경제정책과 안보정책을 강하게 비판하였다. 문재인 정부의 외교·안보 정책을 "한 마디로 무능"이라고 규정하면서 "진정한 평화를 위해 우리는 전쟁에 완벽하게 대비해야 한다. 북에 대화를 구걸하면서 '코리아 패싱' 속으로 빨려 들어가고 있다"고 주장하며 사드 배치, 군복무기간 단축 중단 등을 요구했다. 공공일자리 확대, 최저임금 인상, 비정규직 정규직화 등에 대해 "성장 정책이 아니라 복지나 노동정책이다. 복지를 늘리면 성장이 이뤄진다는 허황된 생각"이라면서 소득주도성장론을 '환상', '어리석음'이라고 단언했다.

금품 수수 의혹으로 인한 이혜훈 대표의 사퇴 이후, 바른정당은 자유한국당과의 통합을 두고 자강파와 통합파로 분열되었다. 유승민을 중심으로 한 자강파는 낡은 보수와 절연한다는 창당 정신을 앞세워 '유승민 비대위 체제'를 주장하였고, 김무성을 중심으로 한 통합파는 문재인 정부 견제를 위한 보수통합을 주장하며 유승민 비대위 체제에 반대, '주호영 권한대행 체제'를 지지하였다. 2017년 11월, 김무성, 김용태, 주호영 등 등 통합파 9명은 바른정당을 탈당해 자유한국당으로 복당하였다.
동지 여러분! 탈당 사태로 당이 시끄러워지기 시작했을 때, 저는 이렇게 말했습니다. "여러분의 손을 잡고 죽음의 계곡을 건너겠다"고 했습니다. "반드시 살아서 건너겠다"고 했습니다. 지금 우리는 죽음의 계곡에 들어섰습니다. 원내교섭단체가 무너져, 춥고 배고픈 겨울이 시작되었습니다. 이 겨울이 얼마나 길지 우리는 모릅니다. 그러나 우리가 똘똘 뭉쳐서 서로의 체온을 나누면서 강철같은 의지로 이 죽음의 계곡을 건넌다면, 어느새 겨울은 끝나고 따뜻한 새봄이 와있을 겁니다.
오늘 이 자리에서 저는 여러분 앞에 맹세합니다. 바른정당을 지키겠습니다. 개혁보수의 창당정신, 그 뜻과 가치를 지키겠습니다.
(생략)
제대로 된 민주공화국을 만드는 것이 진정한 보수입니다. 안보와 경제는 강하게 만들고, 민생은 따뜻하고 정의로운 공동체를 만들겠습니다. 저성장, 저출산, 양극화, 불공정, 북핵위기, 그리고 한국정치의 위기, 이 시대의 이 문제들을 해결하는 유능하고 깨끗한 정당을 만들어 국민의 신뢰와 지지를 받겠습니다.
당의 대표정책을 제시하겠습니다. 정책적 지향점이 분명한 정책정당으로 나아가겠습니다. 지난 대선공약을 재점검해서 약속을 지킬 부분과 수정할 부분을 명확히 하겠습니다. 사드배치, 핵공유와 전술핵 재배치, 강력한 압박과 제재를 통한 북핵 해결은 원래 바른정당의 브랜드였습니다. 문재인 정부가 뒤늦게 시작한 혁신성장도 제가 오래 전부터 꾸준히 주장해오던 경제성장의 해법이었습니다. 복지는 중부담–중복지의 목표를 향해서 나아가되, 가장 고통받는 빈곤층, 취약계층의 문제부터 책임 있게, 단계적으로 해결하겠습니다. 노동은 비정규직, 저임금노동자, 여성과 청년 노동자들의 차별을 시정하는 동시에 노동시장의 유연성을 위한 노사정 합의를 위해 노력하겠습니다. 이 밖에도 주택, 교육, 의료, 원전, 안전, 환경 등 민생의 중요한 이슈에 대해 최선의 대안을 제시하는 정책정당이 되겠습니다.

헌법개정, 선거제도 개편, 권력기관의 정치적 중립, 부정부패 척결, 공영방송 지배구조 개선 등 민주공화국의 기본질서에 대해서도 우리의 생각을 분명히 밝히고 대안을 제시하겠습니다.— 바른정당 당대표 수락연설 中

2017년 11월 13일, 유 의원은 바른정당 전당대회에 출마해 56.6%의 득표율로 바른정당 대표가 되었다. 유 대표는 수락연설에서 "바른정당을 지키겠다. 개혁보수의 창당정신, 그 뜻과 가치를 지키겠다"고 밝혔다.

### 바른미래당 출범
바른정당 대표 취임 이후에는 안철수 국민의당 대표와 함께 "지난 8개월의 혼선은 집권세력이 얼마나 무능하고 오만한지 확실하게 보여줬고, 낡고 부패한 보수야당은 반성도 책임도 비전도 없이 대안세력으로서 조금도 희망을 주지 못하고 있다"며 문재인 정부·더불어민주당과 자유한국당 양당을 비판하고 대안정치를 강조하는 행보를 보였으며, 통합을 선언하였다. 이후 2018년 2월 13일 바른정당과 국민의당이 합당하여 원내 3당인 바른미래당이 출범하였으며, 유승민은 박주선과 함께 바른미래당의 초대 공동대표를 지냈다.
그러나 제7회 전국동시지방선거에서 바른미래당이 참패하였고, 2018년 6월 14일 유승민 의원은 "개혁 보수의 길이 국민 기대에 못 미쳤다", "국민의 선택을 무겁게 받아들여 모든 것을 내려놓고 성찰의 시간을 갖겠다"고 밝히며 대표직을 사퇴하였다.
2018년 하반기에는 본회의와 소속 상임위 참석 외의 행보를 자제하였다. 이로 인해 유승민 의원이 자유한국당으로 복당할 것이라는 예측이 있었으며, 특히 바른정당 출신 이학재 의원의 자유한국당 복당 이후로 이런 예측이 더 강해졌다.
그러나 유승민은 2019년 2월 바른미래당 연찬회에 참석해 당내 활동을 재개했으며, "나를 포함한 바른정당 출신 의원 8명이 당장 추가탈당하는 건 전혀 없다. 많은 토론을 하면서 어떤 선택을 하든 함께 움직일 것"이라고 말했다. 연찬회에서 유 의원은 바른미래당과 민주평화당의 합당 움직임에 대해 "국가 존망이 달린 외교 안보 문제에 대해 생각 차이가 너무 크다"는 이유로 반대 의사를 표했으며, 바른미래당의 정체성을 '개혁보수정당'이라고 규정했다. 또한 "우리가 경쟁해야 할 상대는 더불어민주당이나 정의당보다는 낡고 썩은 보수에 머물러 있고 과거에 머물러 있는 한국당"이라고 주장하면서도 "문재인 정부의 경제, 안보, 교육 등 여러 분야의 실정을 한국당보다 더 강력하게 비판하고 건설적인 대안을 제시하는 야당이 되자"고 주장했다.

### 새로운보수당 창당
하지만 바른미래당은 당 내 당권싸움이 계속 존재해왔으며 유승민과 그를 따르는 의원들은 2019년 9월 30일, 변화와 혁신을 위한 비상행동이라는 조직을 만들었다. 이후 2019년 12월, 변화와 혁신은 신당 창당을 결의했다.
2019년 12월 13일, 변화와 혁신은 새로운보수당으로 신당명을 확정지었다. 새로운보수당은 2020년 1월, 공식적으로 창당되었다. 

### 미래통합당 합류
2020년 4월에 치러지는 21대 총선을 앞두고 새로운보수당이 보수통합을 위해 자유한국당 등과 합당하여 미래통합당이 됨에 따라 유승민 역시 미래통합당에 합류했다. 합당 이후 유승민은 21대 총선에 불출마를 선언했다.

### 국민의힘 시기
2021년, 20대 대선에 출마를 선언했다. 1,2차 경선을 통과하여 최종 경선에 진출했으나 3위로 탈락했다.
2022년 제8회 전국동시지방선거를 앞두고 경기도지사에 출마를 선언했다. 경기도지사 경선에서 김은혜와 경쟁을 펼쳤으나 김은혜에게 밀려 공천에서 탈락했다.

## 정치 철학
공화주의를 내세우는 대표적인 정치인으로 꼽힌다. 유 의원은 '경제위기와 정치의 역할'을 주제로 한 성균관대학교 강연에서 "절망의 시대에 공화주의 이념을 기초해 따뜻한, 정의로운 보수를 지향하는 '보수 혁명'이 필요하다"고 말했다. 공화주의에 대해 유 의원은 "공공선을 담보하는 법의 지배 안에서 시민들이 다른 시민들에게 예속되지 않고 자유를 누리며 시민적 덕성을 실천하는 정치 질서"라고 정의를 내렸다. 또한 "공화에서 가장 중요한 가치는 정의라고 하면서 국가와 시민이 마땅히 추구해야 할 공적 이익의 측면을 강조하였다.

## 경력
- 1982년 1월~1983년 7월: 한국개발연구원 연구원
- 1984년 9월~1987년 5월: 미국 위스콘신주립대학교 조교
- 1987년 12월~2000년 2월: KDI 연구위원, 선임연구위원
- 1994년 5월~1995년 5월: 한국산업조직학회 사무국장
- 1996년 3월~1997년 3월: 캘리포니아 대학교 샌디에이고, IR/PS대학원 초빙교수
- 1998년 4월~1998년 9월: 공정거래위원회 자문관
- 1998년 5월~1999년 9월: 대통령자문 정책기획위원회 위원
- 2000년 2월~2003년 6월: 한나라당 여의도연구원 원장
- 2003년 3월~2011년 5월: 한림대학교 한림과학원 연구교수
- 2004년 4월 15일: 대한민국 제17대 국회의원 선거 당선(비례대표, 한나라당, 초선)
- 2004년 5월~2005년 10월: 제17대 국회의원(비례대표, 한나라당, 초선)
  - 2004년 7월~2005년 4월: 제17대 국회 전반기 예산결산특별위원회 위원
  - 2004년 5월~2006년 6월: 제17대 국회 전반기 정무위원회 위원
  - 2006년 6월~2008년 5월: 제17대 국회 후반기 재정경제위원회 위원
- 2004년 6월~2005년 1월: 한나라당 제3정조위원장
- 2005년 1월~2005년 10월: 한나라당 박근혜 대표최고위원 비서실장
- 2005년 10월 26일: 2005년 하반기 재보궐선거 당선(대구 동구 을, 한나라당, 초선)
- 2005년 10월~2008년 5월: 제17대 국회의원(대구 동구 을, 한나라당, 초선)
- 2008년 4월: 국회 혁신도시건설촉진 국회의원 모임 간사
- 2008년 4월 9일: 대한민국 제18대 국회의원 선거 당선(대구 동구 을, 한나라당, 재선)
- 2008년 5월~2012년 5월: 제18대 국회의원(대구 동구 을, 한나라당→새누리당, 재선)
  - 2008년 9월~2009년 4월: 제18대 국회 전반기 예산결산특별위원회 위원
  - 2008년 9월~2010년 5월: 제18대 국회 전반기 국방위원회 간사
  - 2010년 6월~2012년 5월: 제18대 국회 후반기 국방위원회 위원
- 2009년 6월: 군용비행장 문제해결을 위한 국회의원 모임 대표
- 2010년 7월~2011년 6월: 한나라당 대구광역시당 위원장
- 2011년 7월~2011년 12월: 한나라당 최고위원
- 2012년 4월 11일: 대한민국 제19대 국회의원 선거 당선(대구 동구 을, 새누리당, 3선)
- 2012년 5월~2016년 5월: 제19대 국회의원(대구 동구 을, 새누리당→무소속, 3선)
  - 2012년 7월~2014년 5월: 제19대 국회 국방위원회 위원장
  - 2014년 6월~2015년 3월: 제19대 국회 후반기 외교통일위원회 위원
  - 2015년 2월~2015년 7월: 제19대 국회 후반기 국회운영위원회 위원장
  - 2015년 3월~2016년 5월: 제19대 국회 후반기 국방위원회 위원
  - 2015년 3월~2016년 5월: 제19대 국회 후반기 정보위원회 위원
- 2015년 2월~2015년 7월: 새누리당 원내대표
- 2016년 4월 13일: 대한민국 제20대 국회의원 선거 당선(대구 동구 을, 무소속, 4선)
- 2016년 5월~2020년 5월: 제20대 국회의원(대구 동구 을, 무소속→새누리당→무소속→바른정당→바른미래당→무소속→새로운보수당→미래통합당, 4선)
  - 2016년 5월~2018년 5월: 제20대 국회 전반기 기획재정위원회 위원
  - 2018년 7월~2020년 5월: 제20대 국회 후반기 기획재정위원회 위원
- 2016년 6월: 국회 연구모임 Agenda 2050 정회원
- 2017년 1월~2017년 11월: 바른정당 상임고문
- 2017년 3월: 제19대 대통령 선거 바른정당 경선후보(최종 1위)
- 2017년 3월~2017년 5월: 제19대 대통령 선거 바른정당 후보
- 2017년 11월~2018년 2월: 바른정당 당대표
- 2017년 11월~2018년 2월: 바른정책연구원 이사장
- 2018년 1월~2018년 2월 12일: 바른미래당 통합추진위원회 공동위원장
- 2018년 2월 13일~2018년 6월 14일: 바른미래당 공동대표
- 2018년 2월~2018년 6월: 바른미래연구원 공동이사장
- 바른미래당 대구광역시당 위원장 직무대행
- 바른미래당 대구광역시당 동구 을 지역위원장
- 2019년 9월~2020년 2월: 변화와 혁신을 위한 비상행동 대표
- 2019년 12월 새로운보수당 대구광역시당 지역위원장
- 2019년 12월 새로운보수당 인재영입위원장
- 2020년 새로운보수당 보수재건위원장
- 2021년 3월~2021년 4월: 2021년 재보궐선거 국민의힘 중앙선거대책위원회 공동상임부위원장
- 2021년 3월~2021년 4월: 2021년 재보궐선거 국민의힘 서울특별시장 보궐선거 선거대책위원회 공동선대위원장
- 2021년 7월 제20대 대통령 선거 국민의힘 경선후보(경선 3위)
- 2022년 3월~2022년 4월: 제8회 전국동시지방선거 국민의힘 경기도지사 경선후보

## 학력
- 1970년: 대구삼덕초등학교 졸업
- 1973년: 대륜중학교 졸업
- 1976년: 경북고등학교 졸업
- 1982년: 서울대학교 경제학 학사
- 1985년: 위스콘신 대학교 대학원 경제학 석사
- 1987년: 위스콘신 대학교 대학원 경제학 박사

## 가족 관계
아버지는 판사 출신으로 대구 중구에서 제13·14대 국회의원을 지낸 유수호이다. 조부는 유재영, 증조부는 유우제, 고조부는 통정대부를 지낸 유병호이다. 형은 유승정 변호사이며 누나는 유진희 약사다.
아내 오선혜 사이에 1남 1녀를 두고 있다. 딸 유담이 2016년 총선과 2017년 대선에서 유승민의 선거 유세를 도왔다.
- 부모: 아버지 유수호, 어머니 강옥성
- 형제자매: 형 유승정, 누나 유진희
- 배우자: 오선혜
- 자녀: 장남 유훈동, 장녀 유담

## 수상 내역
- 1982년 12월 한국개발연구원 원장 공로상
- 2010년 바른사회시민회의 바른사회를 지키는 아름다운 사람 우수의정활동부문
- 2011년 국정감사 NGO모니터단 국정감사 우수의원
- 2014년 경제정의실천시민연합 외교통일위원회 국정감사 우수의원
- 2014년 국정감사 NGO모니터단 국정감사 우수의원
- 2015년 한국매니페스토실천본부 국정감사 우수의원
- 2015,2016년 제17,18회 백봉 라용균 선생 기념사업회 백봉신사상 대상
- 2017년 제19회 백봉신사상

## 역대 선거 결과
|  | 35.76% |

|  | 52.03% |

|  | 84.43% |

|  | 67.41% |

|  | 75.74% |

|  | 6.76% |

## 소속 정당
| 소속 정당 | 소속 정당    | 소속 기간 | 비고      |
| --------- | ------------ | --------- | --------- |
|           | 한나라당     | 2000~2012 | 정계 입문 |
|           | 새누리당     | 2012~2016 | 당명 변경 |
|           | 무소속       | 2016      | 탈당      |
|           | 새누리당     | 2016      | 복당      |
|           | 무소속       | 2016~2017 | 탈당      |
|           | 바른정당     | 2017~2018 | 창당      |
|           | 바른미래당   | 2018~2020 | 합당      |
|           | 무소속       | 2020      | 탈당      |
|           | 새로운보수당 | 2020      | 창당      |
|           | 미래통합당   | 2020      | 합당      |
|           | 국민의힘     | 2020~현재 | 당명 변경 |

## 같이 보기
- 대한민국 제17대 국회의원 선거 한나라당 후보 목록#비례대표
- 동구 을 (2004년 대구 선거구)
- 대구 동구의 국회의원
- 바른정당
- 바른미래당
- 대한민국 제19대 대통령 선거
- 대한민국 제20대 대통령 선거